# 밀루드 하데피 스타디움
밀루드 하데피 스타디움(아랍어: ملعب ميلود هدفي)은 알제리에 있는 축구 및 육상 경기장으로.

## 대회
- 2022년 지중해 게임 주경기장
- 2022 아프리카 네이션스 챔피언십